# Емелин, Сергей Сергеевич
Серге́й Серге́евич Еме́лин (1 мая 1991, Уфа, СССР) — российский хоккеист, нападающий. Двукратный обладатель «Братины» (2012 и 2013) — трофея чемпиона Высшей хоккейной лиги (ВХЛ).

## Карьера
Сергей Емелин начал свою профессиональную карьеру в 2009 году в составе клуба Молодёжной хоккейной лиги «Толпар», выступая до этого за фарм-клуб «Салавата Юлаева». В дебютном сезоне провёл 63 матча, в которых набрал 29 (14+15) очков. В следующем сезоне стал обладателем приза имени Бориса Майорова как лучшему снайперу сезона.
Следующий сезон начал в ВХЛ в составе «Тороса», где в первых 13 матчах набрал 13 (8+5) очков, после чего получил вызов из «Салавата Юлаева». 24 октября в выездном матче против «Северстали» (2:4) Емелин дебютировал в Континентальной хоккейной лиге, а 28 ноября в игре с московским «Динамо» забросил свою первую шайбу в лиге
. 20 декабря вернулся в «Торос», с которым завоевал Братину, забросив решающую шайбу в пятом матче финальной серии, а также став одним из самых результативных игроков серии плей-офф ВХЛ.
3 мая 2012 года руководство «Салавата Юлаева» приняло решение продлить двустороннее соглашение с Емелиным.
Емелина обменяли 1 мая 2013 с Артёмом Гареевом в «Металлург» на новокузнецкого капитана Александра Мерескина.
30 мая 2014 Емелин подписал двухлетний контракт с «Автомобилистом».

## Семья
Отец Сергей Анатольевич Емелин — хоккеист, дядя Анатолий Емелин также хоккеист, тренер.

## Статистика
| Легенда | Легенда                    | Легенда | Легенда                   | Легенда | Легенда    |
| ------- | -------------------------- | ------- | ------------------------- | ------- | ---------- |
| И       | Количество проведённых игр | Штр     | Штрафное время            | +/−     | Плюс-минус |
| Г       | Голы                       | П       | Голевые передачи          | О       | Очки       |
| -       | Статистика неизвестна      | —       | Статистика не учитывалась |         |            |

### Клубная
- a В «Плей-офф» учитывается статистика игрока в Кубке Надежды.

## Достижения
| Год        | Команда         | Достижение                               | Достижение |
| ---------- | --------------- | ---------------------------------------- | ---------- |
| 2008       | Россия (юниор.) | Серебряный призёр Мемориала Ивана Глинки |            |
| 2010, 2011 | Толпар          | Бронзовый призёр МХЛ (2)                 |            |
| 2012, 2013 | Торос           | Обладатель «Братины» (2)                 |            |

| Год  | Команда | Достижение                             | Достижение |
| ---- | ------- | -------------------------------------- | ---------- |
| 2011 | Толпар  | Участник Матча всех звёзд МХЛ          |            |
| 2011 | Толпар  | Обладатель приза имени Бориса Майорова |            |